# آنکیروندرو
آنکیروندرو (به لاتین: Ankirondro) یک منطقهٔ مسکونی در ماداگاسکار است که در بلنی تسیریبینا (ناحیه) واقع شده‌است. آنکیروندرو ۱۰٬۰۰۰ نفر جمعیت دارد و ۲۳ متر بالاتر از سطح دریا واقع شده‌است.